# Firestorm (альбом)
Firestorm (с англ. — «Огненный шторм») — дебютный студийный альбом шведской хэви-метал-группы Ambush, изданный 24 мая 2014 года на немецком лейбле High Roller Records.

## Об альбоме
В альбом вошли композиции «Ambush», «Master of Pain» и «Don’t Shoot (Let 'Em Burn)», написанные в 2013 году и впервые изданные на демо в августе 2013 .

## Список композиций
| №                   | Название                     | Текст песни                 | Музыка                      | Длительность |
| ------------------- | ---------------------------- | --------------------------- | --------------------------- | ------------ |
| 1.                  | «Firestorm»                  | Энгквист, Якобссон          | Энгквист, Якобссон, Шёхельм | 4:48         |
| 2.                  | «Ambush»                     | Энгквист, Шёхельм           | Энгквист, Шёхельм           | 3:28         |
| 3.                  | «Hellbound»                  | Энгквист, Якобссон, Шёхельм | Энгквист, Якобссон, Шёхельм | 3:45         |
| 4.                  | «Don't Shoot (Let 'Em Burn)» | Энгквист, Шёхельм           | Энгквист, Шёхельм           | 4:52         |
| 5.                  | «Close My Eyes»              | Якобссон                    | Энгквист, Якобссон          | 4:12         |
| 6.                  | «Molotov Cocktail»           | Якобссон                    | Энгквист, Якобссон          | 4:13         |
| 7.                  | «Heading East»               | Якобссон                    | Энгквист, Якобссон, Хагелин | 4:14         |
| 8.                  | «Master of Pain»             | Энгквист, Шёхельм           | Энгквист, Шёхельм           | 4:08         |
| 9.                  | «Natural Born Killers»       | Энгквист, Шёхельм           | Энгквист, Шёхельм           | 3:56         |
| Общая длительность: | Общая длительность:          | Общая длительность:         | Общая длительность:         | 40:55        |

## Участники записи
- Оскар Якобссон — вокал;
- Олоф Энгквист — электрогитара;
- Адам Хагелин — электрогитара;
- Людвиг Шёхельм — бас-гитара;
- Линус Фритцсон — ударные;
- Патрик Энгель — продюсер, сведение, мастеринг;
- Александр фон Вейдинг — обложка;
- Оливия Хагелин — фотограф.